# Shūto Tanaka
Shūto Tanaka (japanisch 田中 秀人 Tanaka Shūto; * 8. November 1985 in der Präfektur Tokio) ist ein japanischer Fußballspieler.

## Karriere
Tanaka erlernte das Fußballspielen in der Universitätsmannschaft der Universität Tsukuba. Seinen ersten Vertrag unterschrieb er 2009 bei FC Gifu. Der Verein spielte in der zweithöchsten Liga des Landes, der J2 League. Für den Verein absolvierte er 197 Ligaspiele. 2015 wechselte er zum Drittligisten Kagoshima United FC. 2018 wurde er mit dem Verein Vizemeister der J3 League und stieg in die J2 League auf. Ende 2019 beendete er seine Karriere als Fußballspieler.